# 维尔纳茨基大道站 (索科利尼基线)
維爾納茨基大道站（羅馬化：Prospekt Vernadskogo）是莫斯科地鐵的一個車站，位於維爾納茨基大道區。它是索科利尼基線的車站，竣工於1963年，裝飾風格是典型的1960年代風格。名称以苏联地质学家弗拉基米尔·伊万诺维奇·维尔纳茨基命名。

## 外部連結
- Description of the station on Metro.ru （页面存档备份，存于） (in Russian)
- Description of the station on Mymetro.ru (in Russian)
- KartaMetro.info — Station location and exits on Moscow map (English/Russian)